# 瑙堡机场
瑙堡机场（達利語：‎），又称瑙城堡机场，是阿富汗巴德吉斯省瑙堡的一个小型机场。曾与已解散航空公司帕米尔航空公司有定期班机。这个机场的独特之处是最初跑道在机场开通前曾作高速公路用途。跑道位于前西班牙前沿作战基地的所在地（现归阿富汗政府所有）。该机场主要用于军事目的（包括阿富汗空军）。 军用机场与民用机场相邻。